# Донє Вратно (Виниця)
Донє Вратно (хорв. Donje Vratno) — населений пункт у Хорватії, у Вараждинській жупанії у складі громади Виниця.

## Населення
Населення за даними перепису 2011 року становило 289 осіб.
Динаміка чисельності населення поселення:

## Клімат
Середня річна температура становить 9,95 °C, середня максимальна – 23,89 °C, а середня мінімальна – -6,26 °C. Середня річна кількість опадів – 940 мм.
| Клімат поселення                              | Клімат поселення | Клімат поселення | Клімат поселення | Клімат поселення | Клімат поселення | Клімат поселення | Клімат поселення | Клімат поселення | Клімат поселення | Клімат поселення | Клімат поселення | Клімат поселення | Клімат поселення |
| Показник                                      | Січ.             | Лют.             | Бер.             | Квіт.            | Трав.            | Черв.            | Лип.             | Серп.            | Вер.             | Жовт.            | Лист.            | Груд.            |                  |
| Середній максимум, °C                         | 5,48             | 7,26             | 11,61            | 15,90            | 20,84            | 23,89            | 23,48            | 22,94            | 18,94            | 13,87            | 8,31             | 4,55             |                  |
| Середня температура, °C                       | −0,4             | 1,41             | 5,72             | 10,05            | 14,98            | 18,02            | 19,72            | 19,16            | 15,17            | 10,12            | 4,54             | 0,79             |                  |
| Середній мінімум, °C                          | −6,26            | −4,46            | −0,12            | 4,19             | 9,12             | 12,17            | 15,97            | 15,41            | 11,42            | 6,36             | 0,79             | −2,97            |                  |
| Норма опадів, мм                              | 43               | 47               | 64               | 73               | 81               | 109              | 100              | 96               | 88               | 88               | 87               | 64               |                  |
| Середньомісячна швидкість вітру, м/с          | 1.80             | 2.00             | 2.40             | 2.40             | 2.30             | 2.00             | 2.00             | 1.78             | 1.78             | 1.80             | 1.90             | 1.90             |                  |
| Середньомісячна сонячна радіація, кДж/м²·день | 4063             | 6788             | 10513            | 14812            | 18827            | 20618            | 21301            | 18490            | 13735            | 8573             | 4494             | 3228             |                  |
| --------------------------------------------- | ---------------- | ---------------- | ---------------- | ---------------- | ---------------- | ---------------- | ---------------- | ---------------- | ---------------- | ---------------- | ---------------- | ---------------- | ---------------- |
| Джерело:                                      |                  |                  |                  |                  |                  |                  |                  |                  |                  |                  |                  |                  |                  |